# Projecte Riese
Der Riese ("El gegant", en alemany) era el nom en clau d'un projecte de construcció amb finalitats desconegudes de l'Alemanya nazi, que es va començar a les muntanyes del Mussol (als Sudets) i al castell de Książ l'any 1943, però mai no es va finalitzar perquè fou descobert per les forces Aliades l'any 1945.
Consta de set complexos subterranis d'instal·lacions militars, localitzats a la Baixa Silèsia, abans territori ocupat per Alemanya, ara territori de Polònia. Les SS de Himmler s'encarregaven de supervisar les obres que suposadament incloïen un búnquer personal per a Adolf Hitler. Per a la construcció del complex es va fer servir mà d'obra esclava del camp d'extermini de Gross-Rosen. Actualment, una part del complex d'estructures subterrànies del projecte Der Riese és oberta al públic.

## Història
A causa de l'augment dels atacs aeris aliats, l'Alemanya nazi va traslladar una gran part de la seva producció d'armament estratègic a regions més segures, inclosa la província de la Baixa Silèsia. Els plans per protegir la infraestructura crítica també implicaven el trasllat de les fàbriques d'armes a búnquers subterranis i la construcció de refugis antiaeri per als funcionaris governamentals.
El setembre de 1943, el ministre d'Armaments i Producció de Guerra Albert Speer i l'alta direcció de l'Organització Todt van iniciar converses sobre el Projecte Riese. Com a resultat, es va crear la Industriegemeinschaft Schlesien (empresa industrial de Silèsia) per dur a terme les obres de construcció. Al novembre, es van establir camps col·lectius (Gemeinschaftslager) per a treballadors forçats, principalment de la Unió Soviètica i Polònia, presoners de guerra d'Itàlia, de la Unió Soviètica, i més tard de Polònia com a conseqüències de l'⁣aixecament de Varsòvia.

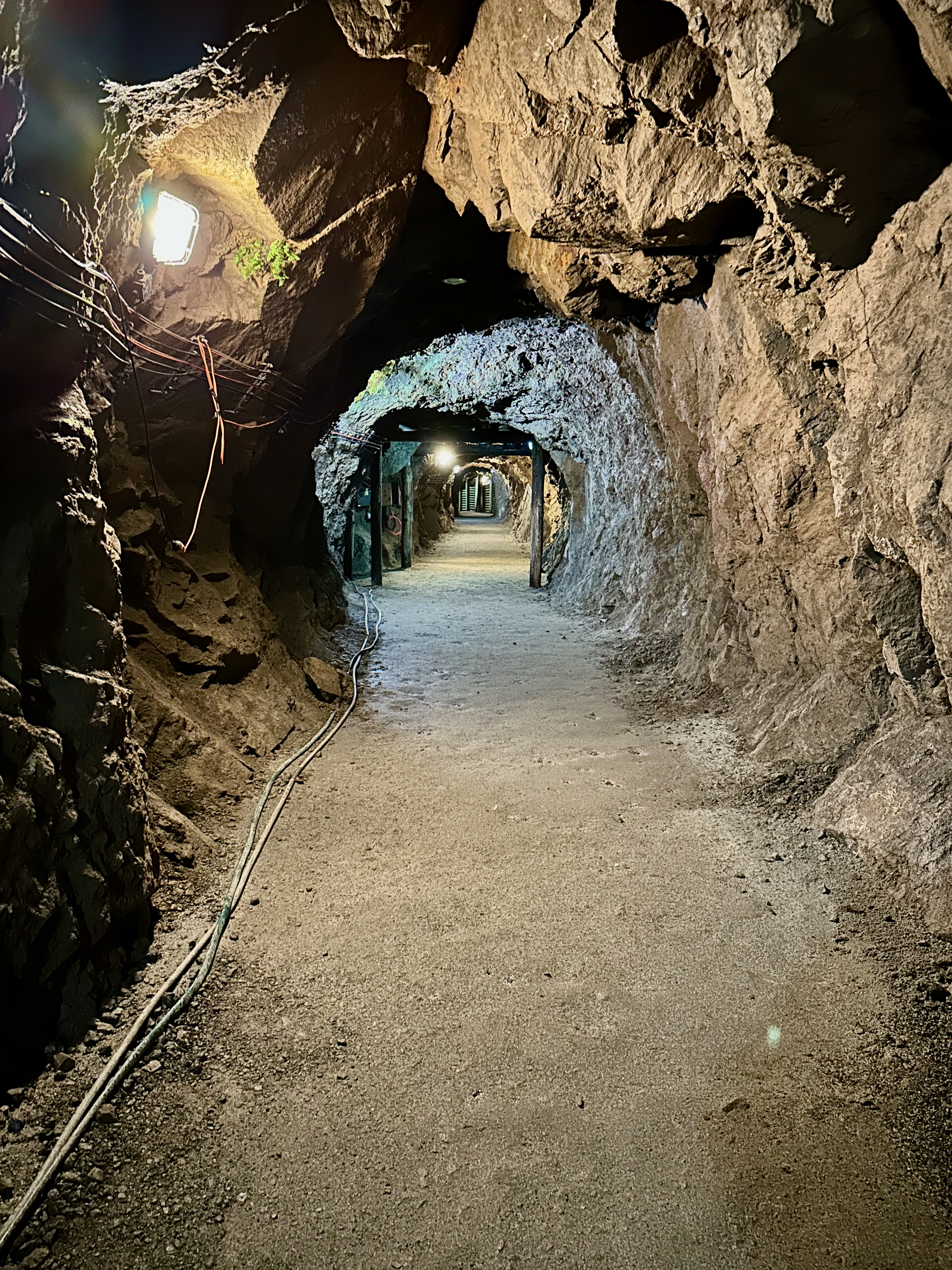
Subterranis del castell de Książ

El projecte Riese el 1944

Una xarxa de carreteres, ponts i ferrocarrils de via estreta es va crear per connectar els llocs d'excavació amb les estacions de tren pròximes. Els presos carregaven materials de construcció, tallaven arbres, excavaven dipòsits i canals de drenatge. Es van construir petites preses als rierols per crear subministraments d'aigua i sistemes de clavegueram. Posteriorment, es van perforar i dinamitar les roques de les muntanyes, i les cavernes resultants es van reforçar amb formigó i acer. Per a aquesta tasca, es van contractar especialistes en mineria, principalment alemanys, italians, ucraïnesos i txecs, però el treball més perillós i esgotador el feien els presos.
El progrés en l'excavació de túnels era lent perquè les muntanyes del mussol estan formades per gneis dur. La majoria d'instal·lacions similars es van excavar en gres tou, però les roques més dures i estables oferien l'avantatge de proporcionar una protecció total contra els bombardejos aeris aliats i la possibilitat de construir sales subterrànies de 12 m d'altura amb un volum de 6.000 m3.
El desembre de 1943 es va produir una epidèmia de tifus entre els presos. Estaven retinguts en condicions antihigièniques, esgotats i morts de fam. Com a resultat, la construcció es va alentir significativament. En almenys cinc camps col·lectius, un nombre desconegut de treballadors forçats i presoners de guerra van treballar en el projecte, alguns fins al final de la guerra. No se sap amb certesa quants presos van perdre la vida.
L'abril de 1944, insatisfet amb el progrés del projecte, Adolf Hitler va decidir transferir la supervisió de la construcció a l'Organització Todt i assignar presos dels camps de concentració per treballar-hi. Aquests van ser desplegats en tretze camps de treball (Arbeitslager, AL), alguns situats a prop dels túnels. Aquesta xarxa de camps ha estat anomenada Arbeitslager Riese i formava part del camp de concentració de Gross-Rosen. L'administració d'AL Riese i el comandant del camp, l'SS-Hauptsturmführer Albert Lütkemeyer, estaven ubicats a l'AL Wüstegiersdorf. Entre desembre de 1944 i gener de 1945, els presos eren vigilats per 853 membres de les SS.
Segons dades incompletes, almenys 13.000 presos van treballar en el projecte. La majoria d'ells van ser transferits des del camp de concentració d'Auschwitz. Els documents permeten identificar 8.995 presos. Tots eren jueus, aproximadament el 70 % d'Hongria, i la resta de Polònia, Grècia, Romania, Txecoslovàquia, Països Baixos, Bèlgica i Alemanya. La mortalitat va ser molt alta a causa de les malalties, la desnutrició, l'esgotament, el perillós treball subterrani i el tractament dels presos per part dels guàrdies alemanys. Molts presos esgotats van ser enviats de nou al camp de concentració d'Auschwitz. Es documenten la deportació de 857 presos així com 14 execucions després de fallits intents d'escapament. Es calcula que un total de 5.000 víctimes van perdre la vida.
A finals de 1944, es va produir una altra epidèmia de tifus entre els presos. A mesura que la línia del front s'acostava, l'evacuació dels camps va començar el febrer de 1945, tot i que en alguns llocs la feina podria haver continuat fins a finals d'abril. Alguns presos van quedar enrere, principalment els més malalts, fins que l'Exèrcit Roig va arribar a la zona el maig de 1945. El projecte Riese va ser abandonat en l'etapa inicial de la construcció i només es van excavar 9 km (25.000 m2, 100.000 m3) de túnels.

## Estructures individuals del projecte
Els noms en clau alemanys de les estructures individuals del projecte són desconeguts a causa de la manca de documentació. Els noms polonesos es van crear després de la guerra.

### Castell de Książ

Complex Książ

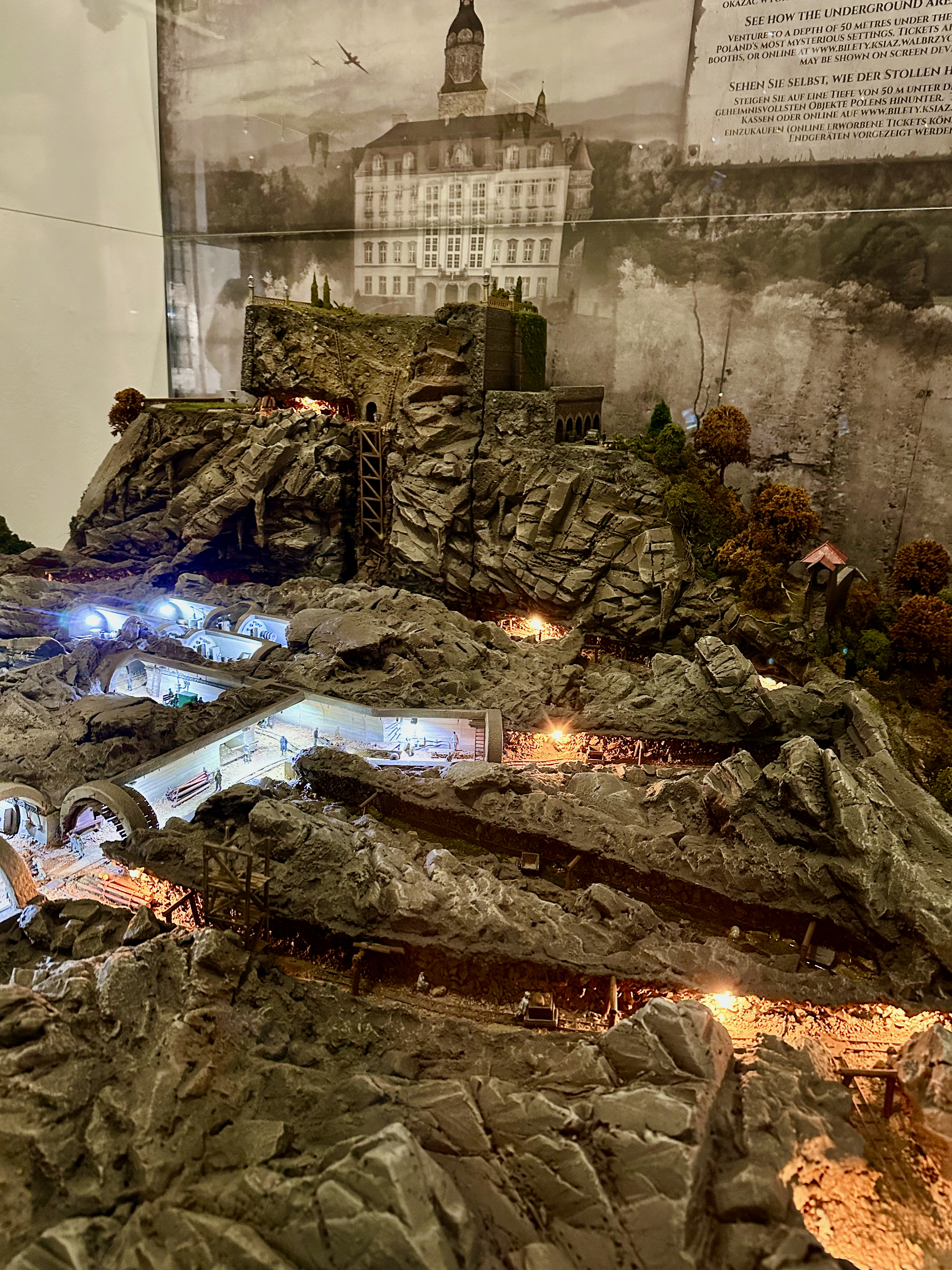
Maqueta dels soterranis del castell de Książ

El castell de Książ (en alemany: Fürstenstein) es troba a la ciutat de Wałbrzych (en alemany: Waldenburg). El seu darrer propietari en el període d'entreguerres va ser la família Hochberg, una de les dinasties més riques i influents d'Europa, Hans Heinrich XV, príncep de Pless, i la seva esposa anglesa, Mary-Theresa Olivia Cornwallis-West (Daisy von Pless). A causa del seu estil de vida extravagant i la crisi econòmica global, es van veure abocats a deutes.
El 1941, el castell i les terres van ser confiscats pel govern nazi, en part per pagar impostos, en part com a càstig per la traïció percebuda dels seus fills. En aquell moment, un d'ells servia a l'Exèrcit Britànic i l'altre a les Forces Armades Poloneses a l'Oest. El castell, sota la direcció de l'arquitecte Hermann Giesler, va ser inicialment adaptat per allotjar la gestió dels ferrocarrils estatals (Deutsche Reichsbahn), però el 1944 va passar a formar part del Projecte Riese. Entre 1941 i 1944, també va ser un lloc on es van amagar parts de la col·lecció de la Deutsche Staatsbibliothek.
Les obres al castell van ser extenses i van provocar la destrucció de molts elements decoratius. Es van construir noves escales i pous d’ascensor per millorar les rutes d'evacuació d’emergència. Tot i això, els treballs més significatius van tenir lloc sota el castell. Hi ha dos nivells de túnels. El primer es troba a 15 m de profunditat i era accessible des de la quarta planta del castell mitjançant un ascensor i una escala des del soterrani, així com per una entrada des dels jardins. El túnel (80 m, 180 m2, 400 m3) està reforçat amb formigó i condueix a un pou d'ascensor ocult 15 m sota el pati, que connecta el primer i el segon nivell subterrani. El pou (35 m) no ha estat explorat perquè està ple de runa. Es va perforar un túnel provisional i curt des dels jardins per facilitar-ne l'excavació.

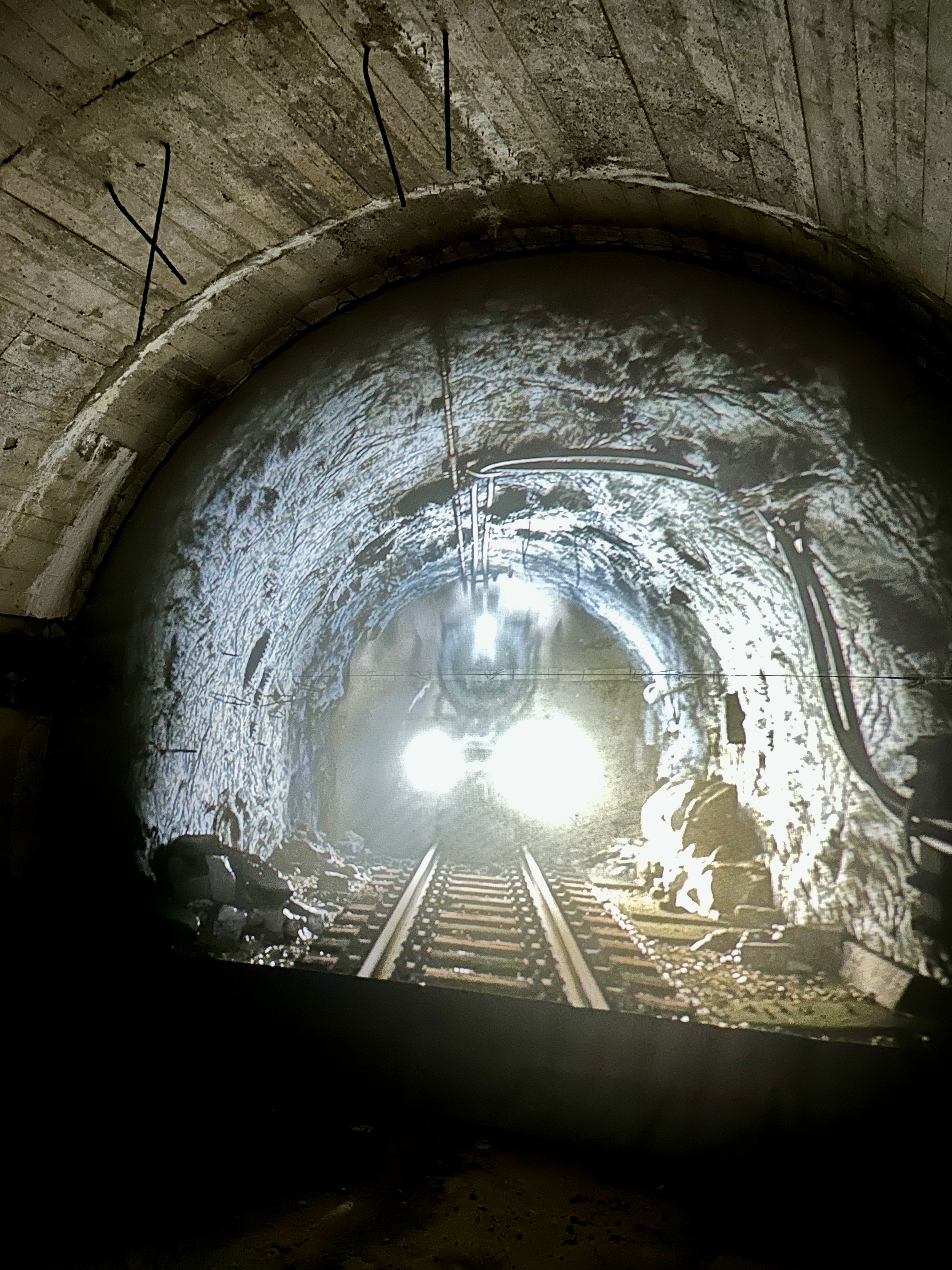
Simulació de tren als subterranis del castell de Książ

El segon nivell subterrani (950 m, 3.200 m2, 13.000 m3) es troba a 53 m sota el pati. Es van perforar quatre túnels a la base del turó: 1. (88 m), 2. (42 m), 3. (85 m), 4. (70 m). El complex inclou túnels grans (5 m d’alçada i 5,6 m d’amplada) i quatre cambres. El 75% està reforçat amb formigó. Hi ha dos pous addicionals que connecten amb la superfície: un de dimensions 3,5 m x 3,5 m (45 m) i un altre amb un diàmetre de 0,5 m (40 m), actualment utilitzat per subministrar electricitat.
A la superfície es troben les bases d’edificis i maquinària, dos dipòsits d’aigua, una estació de bombament i restes d’una planta de tractament d’aigües residuals. Entre 1975 i 1976 es van demolir quatre búnquers Ringstand 58c i una sala de guàrdia. El ferrocarril de via estreta que connectava els túnels amb la via de desviament al poble de Lubiechów (en alemany: Liebichau) es va desmantellar després de la guerra.
El maig de 1944 es va establir AL Fürstenstein a les proximitats del castell. Entre 700 i 1.000 presoners de camps de concentració vivien en barraques. Eren jueus, ciutadans d’Hongria, Polònia i Grècia. L’evacuació del camp es va dur a terme el febrer de 1945.
Actualment, el castell i els seus subterranis estan oberts al públic. El segon nivell també conté equips de mesurament sismològic i geodèsic pertanyents a l'Acadèmia Polonesa de Ciències.

### Complex Rzeczka

Complex Rzeczka

El complex es troba a la frontera entre els pobles de Rzeczka (en alemany: Dorfbach) i Walim (alemany: Wüstewaltersdorf), a l'interior de la muntanya Ostra (en alemany: Spitzenberg). Els treballs de perforació van començar el març de 1944. Es van perforar tres túnels a la base de la muntanya. L'estructura conté una sala de guàrdia gairebé acabada i grans sales subterrànies, d’una alçada de fins a 10 m. La longitud total dels túnels és de 500 m (2.500 m2, 14.000 m3). L’11 % de l’estructura està reforçada amb formigó.
A la superfície hi ha fonaments de maquinària i un pont de formigó. Un segon pont, malmès, va ser substituït per una passarel·la. Un ferrocarril de via estreta, utilitzat per transportar terres a un abocador proper, va ser desmantellat després de la guerra. L’any 1995, els túnels es van obrir al públic i, el 2001, es van transformar en un museu.
El novembre de 1943 es va establir el Gemeinschaftslager I Wüstewaltersdorf a la fàbrica tèxtil Websky, Hartmann & Wiesen AG. Els seus presoners eren treballadors forçats, principalment de la Unió Soviètica i Polònia, a més de presoners de guerra italians capturats per l'exèrcit alemany després de l'armistici italià. El grup més nombrós estava format per presoners de guerra soviètics, reclosos a la part del camp subordinada al Stalag VIII-A Görlitz. El camp va ser alliberat el maig de 1945.
L'abril de 1944 es va crear l'AL Wüstewaltersdorf al mateix emplaçament per a presoners de camps de concentració, majoritàriament jueus de Grècia. Algunes fonts suggereixen que el camp podria haver estat situat als vessants de la muntanya Chłopska (en alemany: Stenzelberg); segons altres, la seva existència és dubtosa.

### Complex Włodarz

Complex Włodarz

El complex es troba dins de la muntanya Włodarz (en alemany: Wolfsberg). És una xarxa de túnels (3.100 m, 10.700 m2, 42.000 m3) i grans sales subterrànies, de fins a 12 m d'alçada. Menys de l'1% està reforçat amb formigó. Era accessible per quatre túnels excavats al peu de la muntanya amb cambres per a guàrdies. Hi ha un pou que condueix a la superfície amb un diàmetre de 4 m (40 m). Alguns túnels tenen nivells superiors, connectats per petits pous. Aquesta és una fase de construcció de sales subterrànies. Es van excavar dos túnels, un sobre l'altre, i després es va col·lapsar el sostre per crear un espai gran. Algunes parts del complex estan inundades però són accessibles en vaixell. Des de 2004 és accessible al públic.
A sobre del terra hi ha fonaments de maquinària, diversos edificis inacabats o destruïts, un refugi, dos dipòsits d'aigua i magatzems de materials de construcció, incloent-hi milers de bosses de ciment fossilitzades. La xarxa de ferrocarrils de via estreta, que connectava els túnels amb el ramal ferroviari del poble d'Olszyniec (en alemany: Erlenbusch), va ser desmuntada i triturada després de la guerra.
El maig de 1944, es va establir AL Wolfsberg, probablement agafant un camp existent de l'Organització Schmelt. Uns 3.000 presoners de camps de concentració vivien en tendes de contraplacat, de 3 m de diàmetre, amb 20 persones en cadascuna i diversos barracons. Eren jueus, principalment d'Hongria i Polònia, però també de Grècia, Txecoslovàquia, Alemanya i Romania. Les runes de barracons de formigó per a les guàrdies SS encara es poden trobar a les rodalies del camp. L'evacuació dels presoners va començar el febrer de 1945.

### Complex Osówka

Complex Osówka

El complex es troba dins de la muntanya Osówka (en alemany: Säuferhöhen). És accessible pel túnel número 1 (120 m) amb cambres per a guàrdies i pel túnel número 2 (456 m), excavat 10 m per sota del nivell del complex subterrani principal, amb cambres per a guàrdies gairebé acabades. Darrere d'elles hi ha una connexió de dos nivells creada pel col·lapse del sostre.
L'estructura és una xarxa de túnels (1.750 m, 6.700 m2, 30.000 m3) i sales subterrànies, de fins a 8 m d'alçada. Només el 6,9% està reforçat amb formigó. Hi ha un pou que condueix a la superfície amb un diàmetre de 6 m (48 m). El túnel número 3 (107 m) no està connectat amb el complex. Està a 500 m de distància i 45 m per sota del complex principal. Conté dues preses i equipament hidràulic d'ús desconegut.

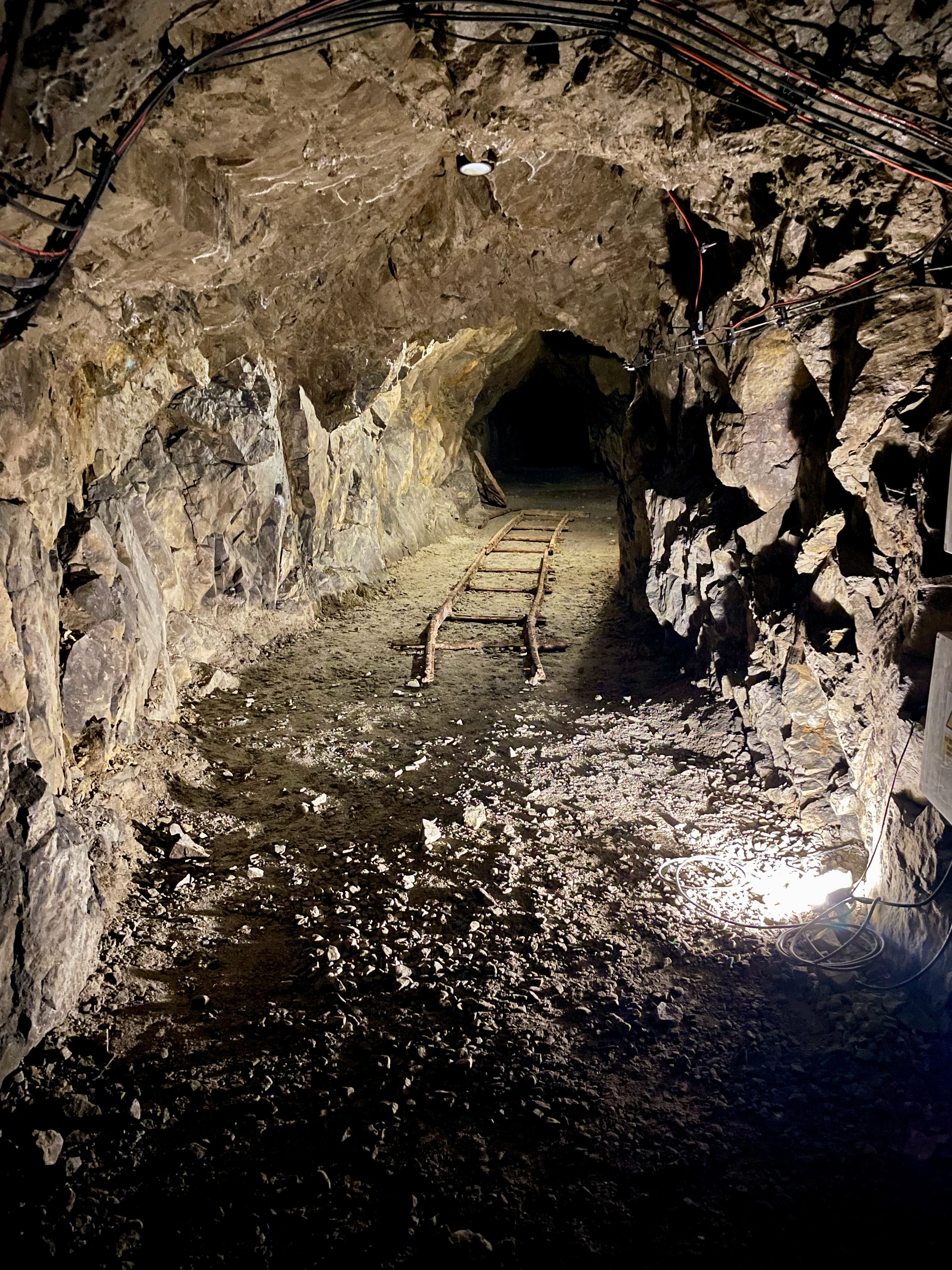
Vies per a carrets al castell de Książ

A sobre del terra hi ha fonaments d'edificis, maquinària, una rampa per al transport de carrets de mina a diferents nivells, un dipòsit d'aigua i magatzems, alguns amb sistemes de calefacció per a materials de construcció durant l'hivern. L'estructura més gran és un edifici de planta baixa de formigó (680 m2, 2.300 m3) amb parets de 0,5 m de grossària i un sostre adaptat per a camuflatge amb vegetació (0,6 m). S'estava construint un túnel utilitari (1,25 m x 1,95 m, 30 m) per connectar-lo amb el pou. Una altra estructura d'ús desconegut és un monòlit de formigó (30,9 m x 29,8 m) amb desenes de tubs, desguassos i canals, enfonsat a la roca almenys a 4,5 m. Una xarxa de ferrocarrils de via estreta connectava els túnels amb l'estació ferroviària del poble de Głuszyca Górna (en alemany: Oberwüstegiersdorf). Des de 1996, el complex està obert al públic.
L'agost de 1944, es va establir AL Säuferwasser per a presoners de camps de concentració. Eren jueus, ciutadans de Polònia, Hongria i Grècia. Les restes del camp encara es poden trobar a les rodalies del túnel número 3. La seva evacuació va tenir lloc el febrer de 1945.

### Complex Sokolec

Complex Sokolec

El complex es troba prop del poble de Sokolec (en alemany: Falkenberg), dins de la muntanya Gontowa (en alemany: Schindelberg). Consisteix en dues estructures subterrànies en diferents nivells. Els túnels número 1 i 2, amb cambres per a guàrdies, condueixen a l'interior fins a 5 m d'altura. Està col·lapsat en molts punts perquè el complex es va excavar en sorra tova.
El 2011 van començar les excavacions del túnel número 3 (145 m), inaccessible des de la fi de la guerra a causa de l'entrada col·lapsada. Està a 600 m de distància i a 60 m per sota dels túnels número 1 i 2. El túnel número 4 (100 m) es va obrir el 1994, sent un dels únics dos túnels curts en què es van trobar equipaments miners de 1945. Està a 250 m del túnel número 3, al mateix nivell però no connectat. La longitud total del complex és de 1.090 m (3.025 m2, 7.562 m3). No està reforçat amb formigó.
A sobre del terra hi ha fonaments d'edificis, maquinària i dues rampes per al transport de carrets de mina a diferents nivells. Es va construir un mur de contenció (47 m) per assegurar una nova carretera. Una xarxa de ferrocarrils de via estreta connectava els túnels amb la línia ferroviària al poble de Ludwikowice Kłodzkie (en alemany: Ludwigsdorf).
L'abril de 1944, es va establir AL Falkenberg a la petita localitat de Sowina (en alemany: Eule) per a presoners de camps de concentració. Hi vivien 1.500 homes d'origen jueu de Polònia, Hongria i Grècia. L'evacuació del camp es va dur a terme el febrer de 1945.

### Complex Jugowice

Complex Jugowice

El complex es troba al poble de Jugowice (Jawornik) (en alemany: Hausdorf (Jauering)), dins la muntanya Dział Jawornicki (en alemany: Mittelberg). Els túnels número 2 (109 m) i 4 condueixen a un petit nivell subterrani. Hi ha un pou amb un diàmetre de 0,5–0,6 m (16 m) a la zona del complex però no connectat a ell. El túnel número 6 està col·lapsat a 37 m de l'entrada i encara no ha estat explorat. Estava tancat per dues portes d'acer separades 7 m. La resta de túnels es troben en una fase inicial de construcció: 1 (10 m), 3 (15 m), 5 (3 m), 7 (24,5 m). La longitud total de l'estructura és de 460 m (1.360 m2, 4.200 m3). Menys d'un per cent està reforçat amb formigó.
A sobre del terra hi ha fonaments d'edificis, maquinària, una estació de bombament i un dipòsit d'aigua. Una xarxa de ferrocarrils de via estreta connectava els túnels amb la línia ferroviària al poble de Olszyniec (en alemany: Erlenbusch) on es va establir AL Erlenbusch el maig de 1944. Entre 500 i 700 presoners de camp de concentració vivien en cinc barraques. Eren jueus, ciutadans d'Hongria i Polònia. El camp va ser alliberat el maig de 1945.

### Complex Soboń

Complex Soboń

El complex es troba dins de la muntanya Soboń (en alemany: Ramenberg) i és accessible pels túnels número 1 (216 m) i 2 (170 m). El túnel número 3 no està connectat al complex subterrani principal. Està col·lapsat a la seva part inicial, en una longitud de 83 m. El 2013 es va explorar quan es va excavar un pou des de la superfície, revelant 86 m de túnel amb equipament miner de 1945. La longitud total del complex és de 700 m (1.900 m2, 4.000 m3). Menys d'un 1% està reforçat amb formigó.
A sobre del terra hi ha fonaments de maquinària i una estació de bombament, un dipòsit d'aigua, magatzems de materials de construcció, nombrosos edificis inacabats o destruïts, un refugi i obres terrestres realitzades a gran escala. Una xarxa de ferrocarrils de via estreta connectava els túnels amb l'estació ferroviària al poble de Głuszyca Górna (en alemany: Oberwüstegiersdorf). Entre octubre i desembre de 1944, es va establir AL Lärche per a presoners de camps de concentració, la majoria jueus de Polònia i Grècia. Vivien en dotze barraques de fusta contraplacada a prop del túnel número 3. L'evacuació del camp va tenir lloc el febrer de 1945.

### Palau de Jedlinka

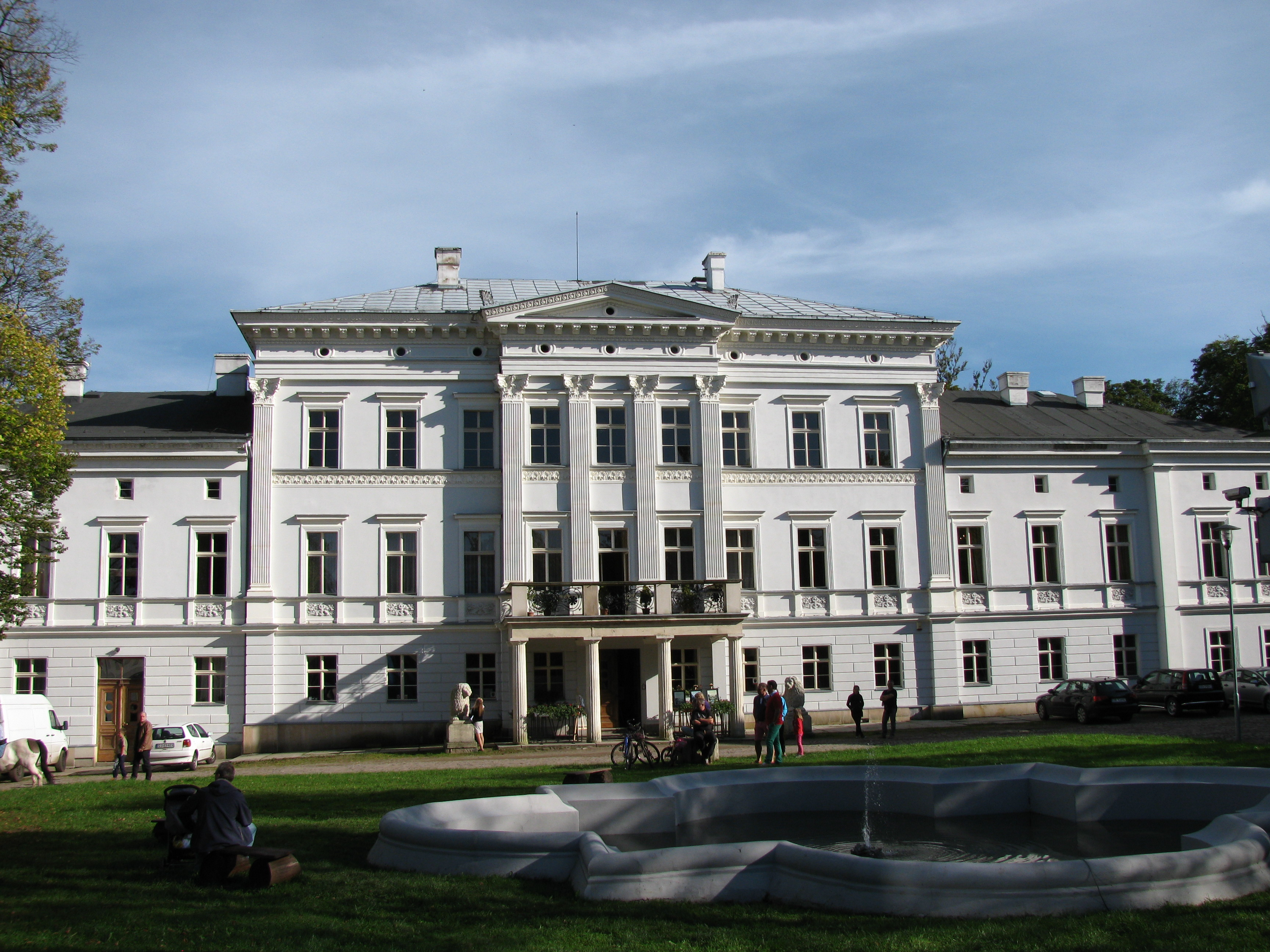
Palau de Jedlinka

El palau es troba a la vila de Jedlinka (en alemany: Tannhausen). El 1943, va ser comprat per la Nationalsozialistische Volkswohlfahrt (Benestar popular socialista nacional) a la família Böhm com a resultat dels seus problemes financers. A principis de 1944, els plans per transformar-lo en un hospital es van interrompre quan l'edifici va ser confiscat per les autoritats militars i adaptat com a seu per a la Industriegemeinschaft Schlesien (Comunitat Industrial de Silesia) que, fins aleshores, ocupava Haus Hermannshöhe a la ciutat propera de Bad Charlottenbrunn (en polonès: Jedlina-Zdrój).
Es va crear un refugi antiaeri al celler amb portes blindades i resistents a gasos. La corporació era responsable de la supervisió i la construcció de totes les empreses i negocis locals que participaven en el projecte en nom de la Comissió Principal de Construcció del Ministeri d'Armes. La majoria d'aquestes empreses utilitzaven mà d'obra forçada.
L'abril de 1944, la Industriegemeinschaft Schlesien va ser considerada massa ineficient i va ser substituïda per l'Organització Todt (OT). Es va establir l'Oberbauleitung Riese (OBL Riese) (Direcció de la construcció de Riese) sota la supervisió del director ministerial Franz Xaver Dorsch i Hans Meyer, cap de l'OBL Riese i de tota la zona de Baixa Silèsia. L'Oficina de Construcció, situada a Haus Mohaupt a la vila de Wüstewaltersdorf (en polonès: Walim), estava supervisada pels caps de construcció Leo Müller i Fritz Leonhardt. El juliol de 1944, 30.788 persones treballaven per l'OBL Riese.
El febrer de 1945, a causa de l'aproximació del front de guerra, l'OBL Riese es va transformar en la seu de la Brigada Front-OT X. La tasca de la nova formació era la reconstrucció dels sistemes de comunicació danyats. El palau va ser ocupat per l'OT fins al maig de 1945. Actualment, el palau està obert al públic.

### Głuszyca

Refugi antiaeri a Głuszyca

La vila de Głuszyca (en alemany: Wüstegiersdorf) i els voltants van ser el lloc de diversos camps de treball relacionats amb el Projecte Riese. De l'octubre de 1943 al març de 1945, les fàbriques de Friedrich Krupp AG es van traslladar aquí des d'Essen. Van ocupar dues fàbriques tèxtils de Meyer-Kauffmann Textilwerke AG i les van adaptar per a la producció d'armaments. Es va construir un refugi antiaeri dins d'una muntanya propera. Consta de dos túnels, el 60 % reforçat amb formigó i maons (240 m, 600 m², 1.800 m³).
El novembre de 1943, es va establir el Gemeinschaftslager III Wüstegiersdorf per a treballadors forçats de la Unió Soviètica a la fàbrica tèxtil de Kammgarnspinnerei Stöhr & Co. AG i va existir fins al final de la guerra. Al mes d'abril de 1944, es va crear AL Wüstegiersdorf en el mateix lloc per a presoners de camps de concentració, entre 700 i 1.000 jueus procedents d'Hongria i Polònia. També va ser un magatzem principal de menjar i roba, centre administratiu i seu del comandant d'AL Riese. L'evacuació del camp va tenir lloc el febrer de 1945.
El novembre de 1943, es va establir el Gemeinschaftslager II Dörnhau a la vila de Kolce (en alemany: Dörnhau). El camp ocupava una fàbrica tèxtil tancada dels germans Giersch i va ser habitat per treballadors forçats de Polònia i la Unió Soviètica. El juny de 1944, es va crear AL Dörnhau al mateix lloc per a presoners de camps de concentració d'Hongria, Polònia i Grècia, d'origen jueu. Es van afegir diversos barracons. Aquella tardor, el camp també es va designar com a infermeria central per a aquells amb malalties greus i sense possibilitats de recuperació. Després de la guerra es van excavar vint-i-cinc fosses comunes locals amb 1.943 víctimes. Els camps van ser alliberats el maig de 1945.
El novembre de 1943, es va establir el Gemeinschaftslager IV Oberwüstegiersdorf a la vila de Głuszyca Górna (en alemany: Oberwüstegiersdorf). El camp estava situat en un edifici d'una fàbrica tèxtil tancada i va existir fins al final de la guerra. Els seus presoners eren treballadors forçats i presoners de guerra. Al mes d'abril-maig de 1944, es va crear AL Schotterwerk al mateix poble prop de l'estació de tren per a presoners de camps de concentració. Entre 1.200 i 1.300 jueus d'Hongria, Polònia i Grècia vivien en 8-11 barracons de fusta. Part dels presoners es van unir a la columna d'evacuació el febrer de 1945. Els altres van ser alliberats al maig.
El març de 1944, es va establir el Gemeinschaftslager V Tannhausen a la vila de Jedlinka (en alemany: Tannhausen) per a treballadors forçats i presoners de guerra a la fàbrica tèxtil de Websky, Hartmann & Wiesen AG. Al mes d'abril-maig de 1944, es va crear AL Tannhausen al mateix lloc per a presoners de camps de concentració. Va ser habitat per 1.200 homes d'origen jueu procedents d'Hongria, Polònia, Grècia i altres països europeus. Al costat del camp, es va establir Zentralrevier Tannhausen, una infermeria central, el novembre de 1944. Estava reservada per als pacients amb bones possibilitats de recuperació. Van ser allotjats en quatre barracons de maó. Els presoners que podien caminar van ser evacuats el febrer de 1945. Només van quedar els malalts al camp, que van ser alliberats al maig.
L'agost de 1944, es va establir AL Kaltwasser a la vila de Zimna Woda (en alemany: Kaltwasser) 50° 40′ 30″ N, 16° 23′ 14″ E / 50.67500°N,16.38722°E. Els presoners de camps de concentració d'origen jueu procedents de Polònia vivien en cinc barracons. El camp es va tancar el desembre de 1944 i els presoners van ser traslladats a AL Lärche.
De l'abril a juny de 1944, es va establir AL Märzbachtal a la vall del Potok Marcowy Duży (en alemany: Grosser Märzbachtal) per a presoners de camps de concentració. Entre 700 i 800 jueus, principalment d'Hongria i Polònia, vivien en barracons, els restes dels quals encara es poden veure avui dia. L'evacuació del camp va tenir lloc el febrer de 1945.

## Llista de camps
| Noms alemanys                            | Noms de lloc polonesos | Coordenades                                          | Dates d'ús           |
| ---------------------------------------- | ---------------------- | ---------------------------------------------------- | -------------------- |
| Gemeinschaftslager I Wüstewaltersdorf    | Walim                  | 50° 41′ 50″ N, 16° 26′ 41″ E / 50.69722°N,16.44472°E | Nov 1943 – Maig 1945 |
| Gemeinschaftslager II Dörnhau            | Kolce                  | 50° 40′ 7″ N, 16° 23′ 36″ E / 50.66861°N,16.39333°E  | Nov 1943 – Maig 1945 |
| Gemeinschaftslager III Wüstegiersdorf    | Głuszyca               | 50° 41′ 5″ N, 16° 22′ 21″ E / 50.68472°N,16.37250°E  | Nov 1943 – Maig 1945 |
| Gemeinschaftslager IV Oberwüstegiersdorf | Głuszyca Górna         | 50° 40′ 27″ N, 16° 22′ 44″ E / 50.67417°N,16.37889°E | Nov 1943 – Maig 1945 |
| Gemeinschaftslager V Tannhausen          | Jedlinka               | 50° 41′ 55″ N, 16° 21′ 56″ E / 50.69861°N,16.36556°E | Març 1944 – 1945     |

| Noms alemanys            | Noms de lloc polonesos | Coordenades                                          | Dates d'ús                          |
| ------------------------ | ---------------------- | ---------------------------------------------------- | ----------------------------------- |
| AL Dörnhau               | Kolce                  | 50° 40′ 7″ N, 16° 23′ 36″ E / 50.66861°N,16.39333°E  | Juny 1944 – Maig 1945               |
| AL Erlenbusch            | Olszyniec              | 50° 43′ 32″ N, 16° 22′ 57″ E / 50.72556°N,16.38250°E | Maig 1944 – Maig 1945               |
| AL Falkenberg            | Sowina                 | 50° 38′ 39″ N, 16° 28′ 16″ E / 50.64417°N,16.47111°E | Abril 1944 – Febrer 1945            |
| AL Fürstenstein          | Książ                  | 50° 50′ 15″ N, 16° 18′ 5″ E / 50.83750°N,16.30139°E  | Maig 1944 – Febrer 1945             |
| AL Kaltwasser            | Zimna Woda             | 50° 40′ 30″ N, 16° 23′ 14″ E / 50.67500°N,16.38722°E | Agost 1944 – Desembre 1944          |
| AL Lärche                | Soboń                  | 50° 41′ 12″ N, 16° 24′ 17″ E / 50.68667°N,16.40472°E | Octubre–Desembre 1944 – Febrer 1945 |
| AL Märzbachtal           | Potok Marcowy Duży     | 50° 41′ 16″ N, 16° 23′ 16″ E / 50.68778°N,16.38778°E | Abril–Juny 1944 – Febrer 1945       |
| AL Säuferwasser          | Osówka                 | 50° 40′ 17″ N, 16° 24′ 50″ E / 50.67139°N,16.41389°E | Agost 1944 – Febrer 1945            |
| AL Schotterwerk          | Głuszyca Górna         | 50° 40′ 18″ N, 16° 22′ 4″ E / 50.67167°N,16.36778°E  | Abril–Maig 1944 – Maig 1945         |
| AL Tannhausen            | Jedlinka               | 50° 41′ 55″ N, 16° 21′ 56″ E / 50.69861°N,16.36556°E | Abril–Maig 1944 – Maig 1945         |
| AL Wolfsberg             | Włodarz                | 50° 42′ 14″ N, 16° 25′ 26″ E / 50.70389°N,16.42389°E | Maig 1944 – Febrer 1945             |
| AL Wüstegiersdorf        | Głuszyca               | 50° 41′ 5″ N, 16° 22′ 21″ E / 50.68472°N,16.37250°E  | Abril 1944 – Febrer 1945            |
| AL Wüstewaltersdorf      | Walim                  | 50° 41′ 50″ N, 16° 26′ 41″ E / 50.69722°N,16.44472°E | Abril 1944 – 1945                   |
| Zentralrevier Tannhausen | Jedlinka               | 50° 42′ 0″ N, 16° 21′ 57″ E / 50.70000°N,16.36583°E  | Novembre 1944 – Maig 1945           |

## Llista d'empreses
Empreses que van participar en el projecte:
- Ackermann
- Albert Hoff Tiefbau-Unternehmung
- Argo-Waldenburg
- Artur Becker
- Artur Johr de Berlín
- Butzer i Holzmann
- Deutsche Hoch und Tiefbaugessellschaft
- Dübner
- Dybno
- Dynamit
- Eule
- Fix
- Friedrich Krupp
- Geppardt
- Ghiseri
- Hegerfeld
- Hoffmanswerke
- Hotze
- Humbert
- Hutto
- Jank
- Kemna und Co.
- Klaus Ackermann Tunnel-, Tief- und Eisenbahn
- Krause
- Lamm
- Lenz
- Lingen
- Messinger
- Mühlhausen
- NSKK (Nationalsozialistisches Kraftkorps)
- Otto Trebitz
- Otto Weil
- Philipp Holzmann
- Pischel
- Putzer i Holzmann
- Sager i Wörner
- Sänger i Laninger
- Schallhorn
- Schlesische Bau
- Seidenspinner
- Singer i Müller
- Steinhage
- Stohl
- Tebe i Bucer
- Tiefbau-Unternehmung Ewald Mühlhaus
- Union-Bau Schlesien Beton-Tief-Hoch und Straßenbau
- Urban
- VDM (Vereinigte Deutsche Metallwerke)
- Wayss i Freytag
- Websky
- Weiden i Petersil